# Florile răului
Florile răului este o culegere de poezii ale poetului francez Charles Baudelaire.

## Structură
Prima ediție a fost împărțite după teme în șase secțiuni:
- Spleen et idéal (85 poezii)
- Imagini pariziene (18 poezii)
- Vinul (5 poezii)
- Florile răului (9 poezii)
- Revolta (3 poezii)
- Moartea (6 poezii)

## Recepție
Pe 7 iulie, conducerea Siguranței Publice (Sûreté) a luat cuvântul împotriva a ceea ce a numit "ultraj împotriva moralei publice" și "insultă la adresa moralității religioase". Deși ultima acuzație a fost eventual abandonată, în 20 august, procurorul Ernest Pinard, care argumentase, de asemenea, împotriva romanului Doamna Bovary de Gustave Flaubert, obține o audiere în fața tribunalului penal. Pledoaria lui Gustave Gaspard Chaix d'Est-Ange obține pe 21 august amendarea lui Baudelaire și a editorilor săi cu 300, respectiv 100, de franci și eliminarea a șase poezii (sute pe care contul carte), pentru infracțiunea de încălcare a moralității. Acestea sunt Bijuteriile (Les Bijoux), Le Léthé, À celle qui est trop gaie (Celei prea vesele), Lesbos, Femmes damnées și Les Métamorphoses du vampire.
Comparat cu Anglia victoriană puritană, Paris este un mult mai tolerant, acceptând sugestii de orgii și adulter în poezii precum cele ale lui Jacques Offenbach.

### Ediții
În 24 mai 1861, autorul cedează editorului său, și cumnatului acestuia, Eugène de Broise, drepturile asupra tuturor operelor sale, trecute și viitoare, inclusiv traducerile poeziilor lui Edgar Allan Poe.